# کوه توولومن
کوه توولومن (به انگلیسی: Tuolumne Peak) یک کوه در ایالات متحده آمریکا است که در شهرستان توآلومی، کالیفرنیا واقع شده‌است. کوه توولومن ۳٬۳۰۵٫۶ متر بالاتر از سطح دریا واقع شده‌است.